# هيلين س. مايبرغ
هيلين س. مايبرغ (وُلدت في كاليفورنيا عام 1956) هي طبيبة أعصاب أمريكية. تُشتهر مايبرغ على وجه الخصوص بعملها في تحديد وظيفة الدماغ الشاذة لدى المرضى المصابين باضطراب الاكتئاب الشديد عن طريق استخدام التصوير العصبي الوظيفي. سمح هذا العمل بإجراء أول دراسة تجريبية لتقنية التحفيز العميق للدماغ (دي بي إس)، الذي يمثل طريقة عكسية للتعديل الانتقائي لإحدى الدارات الدماغية المعينة، من أجل المرضى المصابين باضطراب الاكتئاب المقاوم للعلاج. حتى أغسطس من عام 2019، نشرت مايبرغ 211 مقالة أصلية خاضعة لمراجعة الأقران، و31 كتاب وفصل من فصول الكتب بالإضافة إلى عملها كباحثة رئيسة في 24 منحة بحثية. صاغت مايبرغ أيضًا مع أندريس لوزانو «طريقة علاج الاكتئاب واضطرابات المزاج والقلق باستخدام التعديل العصبي»، براءة الاختراع الأمريكية رقم 2005/0033379A1. منحها مركز سانت جود الطبي للتعديل العصبي ترخيصًا للملكية الفكرية لتطويرها التحفيز العميق الحزامي تحت الثفني للدماغ من أجل علاج الاكتئاب الشديد في حالات الاكتئاب أحادي القطب وثنائي القطب المقاوم للعلاج (إس سي سي – دي بي إس). حتى عام 2018، شغلت مايبرغ منصبي أستاذة في طب الأعصاب والجراحة العصبية وأستاذة في الطب النفسي والعلوم العصبية، كليهما في مدرسة طب ماونت سيناي، ومنصب أستاذة في الطب النفسي في جامعة إيموري؛ في مستشفى جامعة إيموري. منذ عام 2018، بدأت مايبرغ العمل مديرة لمركز عائلة ناش للعلاجات الدورية المتقدمة في كلية إيكان للطب في ماونت سيناي.

## الأبحاث
تنطوي أبحاث مايبرغ في علم الأعصاب على ملاحظات مفادها أن التشخيص النفسي للاضطرابات العقلية غير مدعوم بالأدلة العصبية – وأن تطوير نظام تخطيط دارات النشاط الدماغي من شأنه السماح بتشخيص وعلاج على درجة أكبر من الموضوعية.
تدرس مايبرغ الاكتئاب وتدمج استراتيجيات التصوير العصبي التصوير المقطعي بالإصدار البوزيتروني (بّي إي تي)، والتصوير بالرنين المغناطيسي الوظيفي، والتصوير بالرنين المغناطيسي الموّزن بمعامل الانتشار وتخطيط كهربية الدماغ بالإضافة إلى المقاييس السلوكية والفيزيولوجية النفسية من أجل تحديد آليات الدماغ واختبار العلاجات المضادة للاكتئاب. تعمل مايبرغ على تطوير الخوارزميات والواسمات الحيوية للتصوير التي تستطيع التمييز بين المجموعات الفرعية من الأفراد وتحسين انتقاء العلاج في تدبير المرضى المفردين عبر جميع المراحل المختلفة من المرض. تركز مايبرغ أيضًا على اختبار التحفيز العميق للدماغ في حالة الاكتئاب المقاوم للعلاج، إذ تجمع بين علماء الفيزيولوجيا الكهربية، والمهندسين، وعلماء التصوير والأطباء السريريين بهدف تحسين علاج الاكتئاب والاضطرابات العصبية النفسية الأخرى وتوسيع نطاقها.
في تسعينيات القرن العشرين، استُخدم التحفيز الكهربي لأجزاء من الدماغ لمعالجة مرض باركنسون. تعود أصول تقنية التحفيز العميق للدماغ إلى ثلاثينيات القرن العشرين.
تنطوي إحدى تقنيات علاج الاكتئاب بالتحفيز العميق للدماغ، التي طورتها مايبرغ مع زملائها، على تثبيت الأقطاب الكهربية في منطقة برودمان 25 في الدماغ لدى المرضى المصابين بالاكتئاب الشديد. أظهرت هذه التقنية في البداية نتائج أولية مشجعة، لكن كانت التجارب السريرية عديمة الجدوى وتوقفت في نهاية المطاف؛ مع ذلك، أمكن تحقيق بعض التغيرات الإيجابية في معدل نجاح التجربة بعد إيقافها. نتيجة لذلك، استأنفت مايبرغ الأبحاث حول فرضيتها. ترتبط المنطقة 25 مع أجزاء الدماغ ذات الصلة بسمات الاكتئاب الملحوظة، مثل عادات النوم والشهية. أمكن وصف فرضيتها في بعض الأحيان باعتبارها ناظمة النبضات الخاصة بالدماغ: النبضات الكهربية التي تصحح سبب الاكتئاب وأعراضه على حد سواء. تدرس الأبحاث الحالية السبب الكامن خلف استجابة بعض المرضى لعلاج التحفيز العميق للدماغ مع فشل بعضهم الآخر في الاستجابة. لتحقيق هذه الغاية، أشارت دراسة بواسطة د. مايبرغ إلى قدرة التعرض السريع أثناء العملية للتحفيز العلاجي في وقت جراحة الزرع على إحداث تغيير سريع وثابت في الحالة الدماغية الفيزيولوجية الكهربية – إذ يمكن جدولتها من خلال انخفاض موجة بيتا المقاسة في موقع التحفيز. يمكن رصد هذه التغيرات في الحالة الدماغية أثناء العملية لدى الحالات الفردية ويمكن ربطها بانخفاض كبير وثابت في الأعراض الاكتئابية خارج غرفة العمليات دون أي تحفيز إضافي، ما يثبت انخفاض قوة موجات بيتا باعتباره الواسم الحيوي الجديد لتحسين العلاج.